# Diplazium subquadripinnatum
Diplazium subquadripinnatum là một loài thực vật có mạch trong họ Woodsiaceae. Loài này được (Copel.) Lellinger miêu tả khoa học đầu tiên năm 1984.